# Xyris gongylospica
Xyris gongylospica är en gräsväxtart som beskrevs av Robert Kral. Xyris gongylospica ingår i släktet Xyris och familjen Xyridaceae. Inga underarter finns listade i Catalogue of Life.